# Aphaenogaster cardenai
Aphaenogaster cardenai är en myrart som beskrevs av Espadaler 1981. Aphaenogaster cardenai ingår i släktet Aphaenogaster och familjen myror. Inga underarter finns listade i Catalogue of Life.